# Catasta
La catasta era un tablado sobre el que se exponía, desnudos, a los esclavos destinados a la venta para que los mercaderes pudieran examinarlos detenidamente. Algunos escritores deducen de la frase turbo catastae que este tablado estaba montado sobre un eje que le permitía girar a voluntad.

## Instrumento de tortura
Se dio el mismo nombre al tablado sobre el cual sufrían suplicio los condenados y en este sentido fue empleada esta palabra por los autores cristianos que hablan de la muerte de los mártires.
También se dio este nombre a un potro o suplicio en forma de aspa o Cruz de San Andrés, a la que se ataba al acusado, separando después, por medio de cuerdas y garruchas, los brazos del aspa hasta descoyuntar por completo los miembros del sometido a tormento.
- El contenido de este artículo incorpora material del tomo 12 de la Enciclopedia Universal Ilustrada Europeo-Americana (Espasa), cuya publicación fue anterior a 1945, por lo que se encuentra en el dominio público.

- Datos: Q5758295